# Tim Kang
Tim Kang (San Francisco, 16 de março de 1973) é um ator americano. Ele é mais conhecido por seu papel como Kimball Cho na série de televisão The Mentalist.

## Carreira
Kang foi parte do elenco principal de The Mentalist da CBS como Agente Especial Kimball Cho. Ele apareceu em Rambo (2008) e também em séries de TV como The Office, The Vampire Diaries e Monk.
Em 2012, Kang lançou uma produtora chamada One Shoot Films, com seu primeiro projeto de filme focado em rapto de crianças e crianças abusadas sexualmente. Ele retornou às suas raízes no teatro para a peça de Julia Cho, Aubergine, interpretando um dos personagens principais, Ray. Estreou no Berkeley Repertory Theatre em fevereiro de 2016 antes de fazer uma turnê em vários teatros.
Kang também aparece em Marvel's Cloak & Dagger como Ivan Hess.

## Vida pessoal
Kang tem faixa preta no Taekwondo.
Com a atriz Gina Marie May, Kang tem uma filha, Bianca Jooyung Kang, nascida em 7 de novembro de 2009.
Kang é um porta-voz nacional e apoiador ativo do Centro Nacional para Crianças Desaparecidas e Exploradas.

## Filmografia
| Ano  | Título            | Papel                   | Notas |
| ---- | ----------------- | ----------------------- | ----- |
| 2002 | Two Weeks Notice  | Paul, o Advogado        |       |
| 2003 | Robot Stories     | Jovem John              |       |
| 2003 | Justice           | Dono da Loja            |       |
| 2004 | The Forgotten     | Agente Alec Wong        |       |
| 2006 | Spectropia        | Cliente                 |       |
| 2006 | What Remains      | Ender                   |       |
| 2008 | Rambo             | En-Joo                  |       |
| 2010 | Mister Green      | Mason Park              |       |
| 2018 | A Wrinkle in Time | Superintendente Escolar |       |

| Ano       | Título                       | Papel                                                                   | Notas                                |
| --------- | ---------------------------- | ----------------------------------------------------------------------- | ------------------------------------ |
| 2002      | The Sopranos                 | Dr. Harrison Wong                                                       | Episódio: "Whoever Did This"         |
| 2003      | Law & Order: Criminal Intent | Murakami                                                                | Episódio: "Legion"                   |
| 2004      | Third Watch                  | Detective Kent Yoshihara                                                | 5 episódios                          |
| 2005      | Law & Order: Trial By Jury   | Dr. Liam Kelly                                                          | Episódio: "Baby Boom"                |
| 2006      | Chappelle's Show             | Gerente de lavagem de carro / oficial de liberdade condicional da múmia | 2 episódios                          |
| 2006      | Ghost Whisperer              | Warren Chen (Fantasma Ardente)                                          | Episódio: "The Night We Met"         |
| 2007      | Monk                         | William Lee                                                             | Episódio: "Mr. Monk Is Up All Night" |
| 2007      | The Office                   | Koh                                                                     | Episódio: "Local Ad"                 |
| 2007      | The Unit                     | Capelão Alan Lantz                                                      | 2 episódios                          |
| 2008–2015 | The Mentalist                | Agente Kimball Cho                                                      | Elenco principal; 151 episódios      |
| 2015      | The Vampire Diaries          | Oscar                                                                   | 3 episódios                          |
| 2015      | Criminal Minds               | Charlie Senarak                                                         | Episódio: "The Witness"              |
| 2017      | American Horror Story: Cult  | Tom Chang                                                               | Episódio: "Election Night"           |
| 2018      | Lethal Weapon                | Mike Serrano                                                            | Episódio: "Diggin' Up Dirt"          |
| 2018      | Madam Secretary              | Neal Shin                                                               | Episódio: "The Things We Get To Say" |
| 2018      | Marvel's Cloak & Dagger      | Ivan Hess                                                               | 3 episódios                          |
| 2018-2024 | Magnum P.I.                  | Detective Gordon Katsumoto                                              | Elenco Principal                     |

| Ano  | Título                 | Papel     | Notas |
| ---- | ---------------------- | --------- | ----- |
| 2016 | Mirror's Edge Catalyst | Dogen     |       |
| 2017 | Prey                   | Morgan Yu |       |